# Circunscripciones electorales de Perú
Las circunscripciones electorales son las subdivisiones electorales en la República del Perú.
A nivel nacional, el Congreso de la República se elige en 27 circunscripciones electorales, que  incluyen las veinticuatro circunscripciones territoriales de los departamentos, más la provincia constitucional del Callao, la provincia de Lima y la que corresponde a los peruanos residentes en el exterior. En el 2009 se crea el distrito electoral Lima Provincias que se separa del distrito electoral Lima. En el 2020 se crea el circunscripción electoral Peruanos en el exterior que se separa del distrito electoral Lima.
El 19 de marzo de 2024 se publicó la Ley Nº 31988, en el cual el Congreso de la República pasa a tener Senado y la Cámara de Diputados. El Senado se asigna a cada circunscripción electoral mediante representante y los otros escaños se distribuyen en un distrito único electoral nacional. Para la presidencia del Perú la elección se hace en una única  circunscripciones electoral.
A nivel regional, el Consejo Regional, como órgano normativo y fiscalizador, se elige por varias circunscripciones electorales que abarca a las circunscripción territorial de la provincia. En el caso de la Provincia Constitucional del Callao, se toma como referencia a las circunscripción territorial a los distritos. El Gobernador Regional, como órgano ejecutivo, se elige en una sola circunscripciones electoral, la circunscripción territorial del departamento; en el caso de la Provincia constitucional del Callao, constituye una sola circunscripción electoral.
A nivel local, en las elecciones provinciales, cada provincia constituye una circunscripciones electoral  y para la elecciones distritales, cada distrito constituye una circunscripción electoral.

## Circunscripciones electorales legislativas

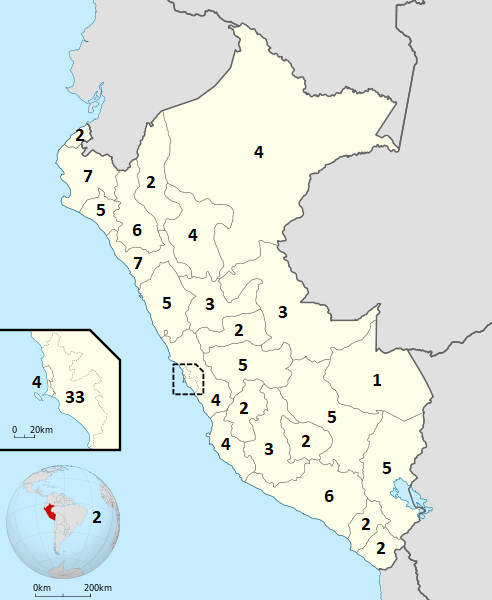
Circunscripciones electorales y distribución de los escaños para las elecciones parlamentarias de 2021.

Para la elección del Congreso del Perú, el país se divide en 27 circunscripciones electorales:
1. Distrito electoral de Amazonas
2. Distrito electoral de Áncash
3. Distrito electoral de Apurímac
4. Distrito electoral de Arequipa
5. Distrito electoral de Ayacucho
6. Distrito electoral de Cajamarca
7. Distrito electoral del Callao
8. Distrito electoral de Cusco
9. Distrito electoral de Huancavelica
10. Distrito electoral de Huánuco
11. Distrito electoral de Ica
12. Distrito electoral de Junín
13. Distrito electoral de La Libertad
14. Distrito electoral de Lambayeque
15. Distrito electoral de Lima
16. Distrito electoral de Lima Provincias
17. Distrito electoral de Loreto
18. Distrito electoral de Madre de Dios
19. Distrito electoral de Moquegua
20. Distrito electoral de Pasco
21. Distrito electoral de Residentes en el Extranjero
22. Distrito electoral de Piura
23. Distrito electoral de Puno
24. Distrito electoral de San Martín
25. Distrito electoral de Tacna
26. Distrito electoral de Tumbes
27. Distrito electoral de Ucayali